# 2017년 파리 총격 사건
2017년 파리 총격 사건은 2017년 4월 20일 오후 9시 20분 (프랑스 시간), 프랑스 파리의 샹젤리제 거리 근처에서 경찰과 용의자 1명 사이에서 벌어진 총격전이다. 이 총격전으로 경찰관 한 명이 사망하고 두 명이 부상당했다.

## 사건

### 전개
총격전은 파리 중심가이자 유명 관광명소인 샹젤리제 거리 중에서도 파리 메트로 9호선의 프랭클린 루즈벨트 역-조르주 상크 역 사이 구간의 대로 지점에서 발생하였다.
범인은 차 안에 타고 있다가 갑자기 내리면서 자동소총으로 보이는 총을 꺼내, 대로에 정차해있던 경찰 순찰차에 사격을 가했다. 차 안에 있던 경찰관들은 그대로 총을 맞았으며, 그 중 한 명은 그 자리에서 숨지고 다른 2명의 경찰관이 중상을 입었다. 부상 당한 경찰관들은 위중한 상태인 것으로 전해졌다. 경찰관 외에도 총격전 현장을 지나던 관광객 한 명이 무릎 부위에 실탄이 스치는 부상을 당했다. 범인은 도주를 시도했지만 경찰의 대응 사격을 받으며 사망했다.

### 용의자
범인이 종교 극단주의에 의한 테러를 벌인 것인지 여부는 정확히 파악되지 않았으며, 일각에서는 단순히 무장 강도의 소행일 수도 있다는 시각도 있다. 사건 초반 피에르 앙리 브랑데 프랑스 내무부 대변인은 "범인이 고의로 경찰들을 표적으로 삼은 것으로 보인다"고 확인했다.
이후 이슬람 국가(ISIL)가 연계 매체인 아마크 통신을 통해 "(범인은) 아부 유수프 알-벨지키라는 이름의 우리 조직원이 한 소행"이라고 주장했다. AP통신은 ISIL 측이 밝힌 이름으로 보아 범인이 벨기에 출신인 것으로 보인다고 전했다. 이 범인은 전에도 경찰관을 살해하려 한 정황이 포착되어 수사당국의 감시 대상에 오른 전력이 있었던 것으로 파악됐다. 프랑스 검찰은 테러범의 신원을 확인했으나 수사에 필요하기 때문에 당장 공개하지 않겠다고 밝히며, "수사관들이 공범의 존재 여부를 조사하고 있다"고 말했다.

## 대응과 여파

### 국내
파리 경시청은 총격전이 벌어진 현장에서 시민들을 긴급 대피시키고, 개선문에서 콩코르드 광장에 이르는 왕복 8차로의 샹젤리제 거리 약 2km 구간과 지하철역 세 곳을 폐쇄하고 수색 작업을 벌였으며, 파리 시외 동쪽의 센에마른주에서 범인이 머물던 거처를 찾아내 역시 수색을 벌였다. 파리 검찰청은 대테러 형사들을 투입해 테러 여부 수사를 정식으로 착수했다. 프랑수아 올랑드 대통령은 다음날 오전 8시 엘리제 궁에서 베르나르 카즈뇌브 총리와 마티아스 페클 내무장관 등을 불러 심야 긴급 대책회의를 주재하고, 기자회견을 열어 "이번 사건을 테러라고 확신한다"면서 "대선이 안전하게 치러지도록 최선을 다하겠다"고 말했다. 또한 21일 오전 8시 긴급 국가안보회의를 소집해 내각에 대테러 대책 강화를 주문할 계획이다.
한편, 총격이 발생한 시점은 4월 23일에 열리는 프랑스 대통령 선거 1차 투표를 앞두고 마지막 대선후보 TV 토론이 진행되고 있던 중이었다. 11명의 대선 후보의 개별 인터뷰 방식으로 진행되던 토론이었으나 총격전 속보로 잠시 중단되고, 토론 사회자가 사건 속보를 전하기도 했다. 총격 사건 직후에는 공화당의 프랑수아 피용 후보, 국민전선의 마린 르펜 후보는 유세 중단을 선언하기도 했다.

### 국외
도널드 트럼프 미국 대통령은 20일 백악관에서 파올로 젠틸로니 이탈리아 총리와 정상회담을 마치고 가진 공동기자회견에서, 파리 총격과 관련해 "끔찍한 일이며, 프랑스 국민에게 미국의 위로를 보낸다"고 입장을 밝혔다. 또한 이번 총격 사건은 "또 다른 테러공격으로 보인다"면서 "테러가 끊이질 않는다. 우리가 강해야만 한다"고 강조했다.